# Archidiecezja Montevideo
Archidiecezja Montevideo – archidiecezja metropolitalna rzymskokatolicka w Urugwaju. Siedziba mieści się w Montevideo. Podlegają jej sufraganie: Canelones, Florida, Maldonado-Punta del Este, Melo, Mercedes, Minas, Salto, San José de Mayo, Tacuarembó. Jest jedyną archidiecezją w Urugwaju, a jej ordynariusz stoi na czele Kościoła katolickiego w tym kraju.

## Historia
Została wydzielona w 1830 z diecezji Buenos Aires. 14 sierpnia 1832 został utworzony wikariat apostolski, który 13 lipca 1878 został przekształcony w diecezję Montevideo. 14 kwietnia 1897 przez papieża Leona XIII diecezja została podniesiona do rangi archidiecezji metropolitalnej. 
Przekształcenia terytorialne:
- 14 kwietnia 1897: wydzielenie diecezji Salto
- 14 kwietnia 1897: wydzielenie diecezji Melo
- 15 listopada 1955: wydzielenie diecezji San José de Mayo

## Ordynariusze Montevideo
- Pedro Alcántara Jiménez (19 października 1830 – lutego 1843)
- Jacinto Vera (4 października 1859 – 6 maja 1881)
- Innocenzo Maria Yereguj (22 listopada 1881 – 1 lutego 1890)
- Mariano Soler (29 stycznia 1891 – 26 września 1908)
- Juan Francisco Aragone (3 Jul 1919 – 20 listopada 1940)
- Antonio María Barbieri (20 listopada 1940 – 17 listopada 1976)
- Carlos Parteli Keller (17 listopada 1976 – 5 czerwca 1985)
- José Gottardi Cristelli (5 czerwca 1985 – 4 grudnia 1998)
- Nicolás Cotugno (4 grudnia 1998-11 lutego 2014)
- Daniel Sturla SDB (od 11 lutego 2014)